# Websim
WebSim是一款基於生成式人工智慧的即時互動網頁原型設計平台，允許用戶以自然語言描述網站內容或輸入虛構的網址（該功能於2025年初被移除）生成網站，由平台使用大型語言模型（如AnthropicClaude Sonnet 3.5、OpenAI的GPT-4）生成對應的網頁範本及HTML/CSS/JavaScript代碼。該平台能夠透過AI生成，將任何構思的網頁實現，由李尚恩和羅伯·海斯菲爾德於2024年3月創立，首個版本於2023年7月公開。
WebSim計畫深化模擬真實性，增強持久虛擬世界功能，支持多頁應用與遊戲進度保存。多用戶協作功能將使平台成為多人共創AI互動空間。開發團隊專注提升生成品質、系統穩定性，目標成為人人可用的AI網頁創作平台，推動自然語言驅動的網頁開發民主化。
WebSim.AI的創辦人將平台描述為一個「社交創意引擎」，通過社群驅動的內容創作來提升用戶參與度並展示產品功能。用戶創作的內容涵蓋懷舊風格的模擬作業系統、簡單遊戲及互動藝術專案。

## 背景與發展歷程
WebSim由羅伯·海斯菲爾德領導的團隊於2023年中開發，首個版本於2023年7月公開。早期版本支援用戶輸入任意網址（URL），生成對應的網頁，但因技術限制和用戶需求變化，該功能於2025年初被移除，平台聚焦於基於自然語言的內容及交互生成。
WebSim.AI起源於2024年3月由李尚恩和羅伯·海斯菲爾德參加的Mistral AI黑客松。該項目部分靈感來自類似AI虛擬世界模擬平台WorldSim的創作者卡蘭·馬爾霍特拉（Karan Malhotra）。兩位創辦人於黑客松中首次合作，短短一個週末內完成了基於自然語言生成網頁的原型，證明了AI生成「平行網路」概念的可行性。
2024年4月，WebSim.AI獲得South Park Commons的支持，從一個黑客松的趣味項目轉型為正式新創公司。平台迅速成為2024年「模擬AI之夏」（Summer of Simulative AI）浪潮中的焦點之一。

## 創辦人

### 李尚恩
李尚恩（Sean Lee）是WebSim的共同創辦人兼執行長，具備技術背景。畢業於康奈爾大學，曾於2018年至2023年在Google紐約辦公室擔任軟體工程師。2024年4月，他全職投入WebSim，並加入位於舊金山的科技創業者社群及孵化器South Park Commons，獲得資源與人脈支持。

### 羅伯·海斯菲爾德
羅伯·海斯菲爾德（Rob Haisfield）是WebSim的共同創辦人兼營運長，專長於行為產品策略與遊戲化諮詢。創立WebSim前，他將行為科學及遊戲設計原理應用於軟體產品，並公開維護一個「超文本筆記本」，探索相關概念。他非工程背景，在用戶體驗與設計方面提供關鍵視角，專注人機互動，與李尚恩的技術能力互補，共同推動WebSim的技術創新與使用者導向設計。

## 功能
WebSim允許用戶輸入自然語言描述網站內容，平台即生成包含文本、圖片及互動元素的網頁。生成的頁面可直接在瀏覽器編輯並可匯出為靜態HTML、CSS與JavaScript檔案，供離線瀏覽或後續開發使用。平台支持多輪交互，使用戶能逐步調整設計細節。
平台使用多種大型語言模型進行內容與代碼生成，包含早期的GPT-3，及後續加入的Anthropic Claude 1.x，目前主要採用Claude Sonnet 3.5與GPT-4的混合調用方式。

## 技術架構
WebSim採用多模組架構，分別負責文本生成、前端代碼產出與交互設計。前端基於React實現動態DOM操控與即時渲染。平台不提供後端資料持久化，頁面內容在刷新後需重新生成。
WebSim利用多款大型語言模型，包括Anthropic Claude 3.5「Sonnet」與OpenAI GPT-4，將自然語言提示即時轉換為HTML、CSS和JavaScript，模擬真實互動網頁。用戶可透過自然語言描述功能生成完整模擬網頁，支持點擊與輸入操作。
早期版本支持用戶輸入虛構網址以生成對應網頁，但該功能於2025年初被移除，平台聚焦於基於自然語言的內容及交互生成。
主要功能包括：  
- 即時互動網頁生成
- 每站資料庫（per-site SQLite DB）支持資料持久化
- 多用戶同步測試功能
- 社群分享及項目評價

2024年底推出的「每站資料庫」功能，利用嵌入式SQLite儲存個別模擬網站資料，支持狀態維持及複雜互動，推動WebSim向持續運作虛擬世界發展。

## 融資與投資
WebSim.AI從自籌資金的黑客松項目，於2024年中轉型為獲風投支持的新創公司，並加入位於美國加州舊金山的South Park Commons（SPC）社群，獲得其創業輔導與種子投資支持。SPC是一個專為早期創業者設計的社群，提供高達100萬美元的投資、1對1的導師輔導，以及無時間限制的創業計劃。
根據PitchBook的資料，WebSim.AI在2024年完成了約1100萬美元的種子輪融資，主要投資者包括SPC和Abstract Ventures。
Figma執行長迪倫·菲爾德亦為公開支持者，曾在社群媒體分享WebSim體驗，提升平台業界聲望。

「未來的網路是智能、適應性的信息空間……WebSim只是揭開了將網路重新想像成一個活生生、響應迅速的知識媒介的可能性表面。」
—— Figma執行長迪倫·菲爾德

## 商業模式
截至2025年，WebSim採免費無廣告模式，重點發展用戶與產品。主要成本為大型語言模型API調用費用，隨用戶數成長而增加，投資方支援期內承擔該成本。
未來計畫實施免費增值模式，提供付費解鎖高級模型及企業功能。外界分析其用戶創作數據具潛在商業價值。

## 評價
技術媒體Medium稱讚WebSim為「劃時代的革新」，並肯定其將創意與技術緊密結合。UX Design等評測報告亦認為WebSim提供了前所未有的原型設計便捷性，用戶反饋普遍正面，但也指出生成結果偶有不穩定情況，仍需技術優化。

## 外部連結
- 官方網站
- FlowCh.ai WebSim 介紹